# بامری (کرباسک)
بامری، روستایی در دهستان کرباسک بخش کرباسک شهرستان زابل در استان سیستان و بلوچستان ایران اس

## جمعیت
بر پایه سرشماری عمومی نفوس و مسکن در سال ۱۳۹۵، جمعیت این روستا برابر با ۵۷۱ نفر (۱۵۸ خانوار) بوده‌است.
تاریخچه پیدایش روستای بامری 
قسمت اول: 
```
در سال های قبل از 1310 هجری شمسی  زمین های کشاورزی زابل در مالکیت دولت بوده
```

سال ۱۳۱۱ه.ش (۱۹۳۲م)، خالصه‌های سیستان را به سرداران و سرشناسان منطقه اجاره می‌دادند. در این سال، تصمیم گرفته شد خالصه‌ها میان مردم تقسیم شود؛ زیرا کسانی که اراضی خالصه را در اختیار داشتند، برای حاصلخیزکردن زمین‌های سیستان تلاشی نمی‌کردند و حتی اجاره‌ای نیز به دولت پرداخت نمی‌شد.
قبلا در مکان روستای بامری زمین کشاورزی بود که 2 هکتار به فامیل بامری داده شد که خانه سازی کنند 
(این 2 هکتار که مکان فعلی روستای بامری میباشد به فامیل بامری داده شده جهت سکونت) 
این واگذاری در دوره مدیری می باشد و از افرادی که اطلاع دقیق داشتن اقای زنده یاد کربلایی علی خانی که در ان زمان کدخدا بودند
بعد از واگذاری زمین ها به فامیل بامری از اولین افرادی که اقدام به ساخت منزل در روستا کردند 
زنده یاد عیسی فرزند حسن بامری
زنده یاد کربلایی  خدامراد فرزند جان محمد بامری
و زنده یاد کربلایی غلامعلی فرزند رمضان بامری 
میباشد
بعد از گذشت چند سال دولت وقت اقدام به ثبت نام روستاها میکند که در ان زمان به دلیل نبودن راه  از طریق هلی کوپتر در کنار هر روستا مینشستند و نام روستا را ثبت میکردند (هلی کوپتر در زمین زنده یاد محمد شهباز نشست) سال 1345
و نام روستا را بامری بدون پسوند ثبت شده و مدرک ان در اداره ثبت اسناد موجود است 
بعد از گذشت زمان تقریبی 30 سال  فامیل  سبحانی و دادخدا بازگیر فرزند محمد علی که ساکن روستای جهانتیغ بودند  به روستای بامری امدند و در روستا بامری ساکن شدند
1. ↑  «درگاه ملی آمار > سرشماری عمومی نفوس و مسکن > نتایج سرشماری > جمعیت به تفکیک تقسیمات کشوری سال 1395». www.amar.org.ir. دریافت‌شده در ۲۰۲۲-۰۲-۰۷.